# Ota III. Korutanský
Ota III. Korutanský (německy Otto von Kärnten, 1265? – 25. května 1310) byl korutanský vévoda a tyrolský hrabě z rodu Menhardovců.

## Život
Narodil se jako jeden z mnoha synů korutanského vévody Menharda a Alžběty, dcery Oty II. Bavorského. Roku 1295 spolu s bratry Jindřichem a Ludvíkem po otcově skonu zdědil vládu nad Tyrolskem a Korutany. O dva roky později se oženil s Eufémií, dcerou slezského knížete Jindřicha Tlustého a Alžběty Kaličské. Byl chatrného zdraví a nedočkal se mužského dědice. Po jeho skonu roku 1310 stal dědicem bratr Jindřich. Eufémie manžela přežila o řadu let a zemřela v červnu roku 1346.